# Нед, Нелсон
Нелсон Нед д’Авила Пинту (2 марта 1947 — 5 января 2014) — бразильский эстрадный певец. Получил известность в конце 1960-х годов как исполнитель сентиментальных эстрадных песен на португальском и испанском языках. Был широко известен и популярен в странах Латинской Америки, США и Европы, несмотря на физический недостаток: имел рост 1 м 12 см, благодаря чему получил прозвище «маленький гигант песни».

## Биография
Начал карьеру исполнителя в барах Рио-де-Жанейро, стал популярным в Бразилии, участвуя в телевизионных шоу.
Нелсон Нед собирал трибуны в Карнеги-холле и в Мэдисон-сквер-гарден. В 1974 году стал первым в истории латиноамериканским исполнителем, чей англоязычный сингл Happy Birthday My Darling был продан в количестве 1 млн экземпляров. Обратившись в 1993 году в евангелическую веру, Нед начал исполнять песни религиозного характера.
Всего Нельсон Нед записал 32 альбома, разошедшихся в количестве 45 млн экземпляров. 
В 2003 году артист перенёс инсульт, после чего стал передвигаться в инвалидной коляске. Скончался 5 января 2014 года в Сан-Паулу от осложнений лёгочной инфекции.
Страстным поклонником певца был колумбийский писатель Габриэль Гарсия Маркес.